# Adriano Braidotti
Adriano Braidotti (Trieste, 26 settembre 1978) è un attore e regista italiano.

## Biografia
Nato
a Trieste nel 1978, Adriano Braidotti è attore, autore, produttore,
regista, doppiatore, conduttore di laboratori di maschera, mimo e
recitazione. Ha studiato recitazione alla Scuola di Teatro di Bologna
diretta da A.G. Garrone, dove per due anni è seguito da Herbert
Thomas nello studio del mimo e della pantomima.
Dopo
avere lavorato con le “maschere della commedia dell'arte” con la
compagnia Pantakin di Venezia, collabora da oltre 15 anni con il
Teatro Stabile del Friuli Venezia Giulia e con il regista Antonio
Calenda per il quale veste, tra gli altri personaggi , i panni di
Arlecchino, ne “I due gemelli veneziani” con Massimo Dapporto,
nel 2001 interpreta un giovanissimo Pilade nell'“Orestea” con
Alessandro Preziosi, quindi Cassio nell'“Otello” accanto a
Michele Placido e successivamente Edmund nel “Re Lear” con
Roberto Herlitzka.
Tra
i numerosi lavori interpretati sul palcoscenico invece figurano
ancora “Aspettando Godot”, “La cantatrice calva”, “Antigone”,
“Alcesti”, “Fedra” con Maria Pajato, “Elogio al progresso”,
“La locandiera” di Goldoni, partecipa almeno a tre edizioni di un
“Sogno
di una notte di mezza estate” e due di “ Romeo e Giulietta”
variando registi e ruoli, poi “Siddharta”, “Il custode
dell'acqua”, “Il tempo e la stanza”, “Il viaggio di
Caterina”, “Secondo Qoelet” di Luciano Violante, “Mercadet
l'affarista” e “I due fratelli”, miglior testo al festival
Vallecorsi 2012.
Inoltre
nel 2002 ha diretto e interpretato “Bretelle Blu” e nel 2011 cura
la regia di "Serena" spettacolo benefico per la lotta alla
leucemia. Ha diretto e interpretato “Rock Tales”
monologo-concerto sulla protesta e il dissenso sociale degli anni '60
e '70 e
"Monsieur
Biridot e la sua attrazione per la Luna" spettacolo di mimo puro
di cui è interprete e regista.
Scelto
da Andrej Končalovskij per il ruolo di Tranio ne “La Bisbetica
Domata” conduce un laboratorio internazionale di mimo e maschera
presso il teatro "Mossovet" di Mosca e collabora con la scuola
internazionale teatro di Mosca "GITIS".
Come
autore per il teatro stabile del Friuli Venezia Giulia "Il Rossetti" ha realizzato gli adattamenti teatrali
"Le avventure di Giamburrasca", "Nemo, il padrone dei
mari", "Oz" e "Il sogno di Alice". Dal 2011  è 
una delle voci ufficiali di Radio Magica.
Al
cinema ha fatto parte del cast de “I piccoli maestri” per la
regia di Daniele Luchetti, “Nati stanchi” di Dominick Tambasco,
“Un Aldo qualunque” di Dario Migliardi,
“E
adesso sesso” di Carlo Vanzina, mentre per il piccolo schermo ha partecipato alla soap “Vivere” di Mediaset, alla seconda stagione
di “Nebbie e Delitti”, a “Camera Cafè” e alla miniserie “Un
papà quasi perfetto”, diretta da Maurizio Dell'Orso. Ha fatto parte del cast di “Don Matteo 7”, “A un passo dal cielo” con
Terence Hill ed è coprotagonista accanto a Gigi Proietti nel film
“Preferisco il Paradiso”.
Nel
2010 è il protagonista del film “Duns Scoto)” premiato come
miglior film e come miglior attore protagonista all'International
film festival “Mirabile Dictu”; nel 2013 è coprotagonista al
fianco di Fabio Volo nel film per il cinema "Studio Illegale"
e protagonista di puntata nella VI stagione del Commissario Rex.
Come
autore e regista ha firmato i cortometraggi “Move!”, “Stai
calma”, “Ostacoli”, “Vite private”, “Fumar puede matar”
e nel 2015 fonda la società di produzione
“Aelle
Productions srls” per cui scrive e dirige il cortometraggio “Il bimbo”
con Leo Gullotta e collateralmente produce e firma la regia dello
spettacolo teatrale “Pinne”.
Dal 
2015 è uno degli attori della nuova compagnia del teatro stabile del Friuli Venezia Giulia "Il Rossetti".

## Televisione
- Vivere (2001)
- Un papà quasi perfetto (2002)
- Camera Café (2004)
- Nebbie e delitti (2007)
- Don Matteo 7  (2009)
- Preferisco il paradiso (2010)
- Un passo dal cielo (2011)
- Un caso di coscienza 5 (2012)
- Rex 6 (2012)
- Non uccidere (2014) spot guida sicura G. Minucci
- La porta rossa (2017)

## Cinema
- E adesso sesso regia C. Vanzina (2001)
- I piccoli maestri regia D. Lucchetti
- Nati stanchi regia D. Tambasco
- Un Aldo qualunque regia D. Migliardi
- Stai calma (2004) regia A. Braidotti
- Duns Scoto (2010) regia F. Muraca [1]
- Studio illegale (2013) I.B.C. Movie (co-protagonista con Fabio Volo) regia U. Carteni
- Il Bimbo (2015) Aelle productions regia A. Braidotti
- Etere regia Krzysztof Zanussi

## Teatro e mimo
- I due gemelli veneziani[2] - Arlecchino regia A. Calenda
- Aspettando Godot regia P. De Paolis
- La cantatrice calva regia M. Crea
- Elogio al progresso regia di W. Le Moli
- La locandiera regia A. Taddei
- Re Lear regia A. Calenda
- Romeo e Giulietta regia M. Panici
- Sogno di una notte di mezza estate regia M. Panici
- Siddharta regia di G. Amodeo
- Il custode dell'acqua regia M. Panici
- Il geloso Arlecchino regia S. Pagin
- La cameriera brillante regia S. Pagin
- Antigone regia M. Panici
- Fedra regia M. Panici
- Alcesti regia W. Pagliaro
- Coefore regia A. Calenda
- Agamennone regia A. Calenda
- Fratelli D'Italia regia F. Frangipane
- Eumenidi regia A. Calenda
- Persiani regia A. Calenda
- Sogno di una notte di mezza estate regia A.C alenda
- Rock Tales regia A. Braidotti
- Otello regia A. Calenda
- Il tempo e la stanza regia W. Pagliaro
- Secondo Qoèlet regia M.Panici
- L'inventore del cavallo regia A. Calenda [3]
- Monsieur Biridot e la sua attrazione per la Luna (protagonista e regia)[4][5]
- Il viaggio di Caterina regia F. Però
- Mercadet l'affarista regia A. Calenda
- Serena... regia A. Braidotti
- I due fratelli Regia A. Calenda
- La melodia del corvo prod TSFVG e Bonawentura regia M. Sosic
- La bisbetica domata regia Andrej Končalovskij
- Agamennone regia L. De Fusco
- Pinne regia A. Braidotti
- Rosso Venerdì regia I. Pison
- Scandalo regia F. Però
- Docotor Sùster regia  H. Petković
- A Sarajevo il 28 giugno regia F. Però
- Souper regia F. Paravidino
- Das Kaféhaus regia V. Cruciani
- La domanda della regina regia P. Maccarinelli

## Premi e riconoscimenti
- Vincitore Premio JCI The Outstanding Young Persons (TOYP) 2012.
- Premio Hystrio alla Vocazione 2001[6].
- Miglior attore protagonista e miglior film per Duns Scoto all'International film festival Mirabile dictu 2011.